# عبد الرحمن السيد
عبد الرحمن السيد  (مواليد 2001/12/7) سياسي أمريكي من أصل مصري وأستاذ سابق في الصحة العامة وطبيب وموظف حكومي. كان مرشحًا في الانتخابات التمهيدية الديمقراطية لحاكم ولاية ميشيغان لعام 2018 ، حيث احتل المرتبة الثانية من بين ثلاثة مرشحين. في سبتمبر 2018 أسس ساوثباو ميشيغان ،  لجنة للعمل السياسي ، للمساعدة في انتخاب المرشحين التقدميين الآخرين في ميشيغان.
كان السيد المدير التنفيذي لإدارة الصحة في ديترويت والمسؤول الصحي لمدينة ديترويت من 2015 إلى 2017. في عام 2017 استقال من منصب مدير الصحة للترشح لمنصب المحافظ. كما كان سابقًا أستاذًا مساعدًا في قسم علم الأوبئة بجامعة كولومبيا .
وهو مساهم سياسي في سي إن إن ، ومؤلف كتاب سياسة الشفاء: رحلة الطبيب إلى قلب وباءنا السياسي  و الرعاية الطبية للجميع: دليل المواطن (شارك في تأليفه ميكا جونسون) ،  والمضيف تشال مع الدكتور عبد السيد ، بودكاست حول السياسة والصحة العامة من إنتاج شركة كروكيد ميديا . في عام 2020 ، عمل في فريق عمل جو بايدن - بيرني ساندرز للوحدة المعني بالرعاية الصحية .

## روابط خارجية
- الموقع الرسمي
- مرات الظهور على سي-سبان